# Jan Raphael
Jan Raphael (* 18. Januar 1980 in Hannover) ist ein ehemaliger deutscher Triathlet, der heute als Coach aktiv ist. Er ist Ironman-Sieger (2006, 2012), war zweimal Zweiter bei der Ironman European Championship (2011, 2013) und er ist Deutscher Meister auf der Triathlon-Langdistanz (2017).

## Werdegang
Jan Raphael betreibt Triathlon seit 1994 und war zeitweise Mitglied der deutschen Triathlon-Nationalmannschaft.

### Deutscher U23-Meister Triathlon 2000
In den Jahren 2000 und 2003 wurde er auf der olympischen Distanz deutscher Triathlonmeister U23. 2001 bis 2006 wurde er in der Deutschen Triathlonliga Mannschaftsmeister (2001 bis 2003 mit dem Hansgrohe Team Schramberg und von 2004 bis 2006 mit dem Hansgrohe Team Schwarzwald).
Im November 2006 gewann er bei seinem ersten Start auf der Langdistanz den Ironman Florida. Seit 2006 startet er als Profi-Triathlet. Von 2006 bis zu dessen Auflösung 2011 war er Mitglied des Commerzbank Triathlon Teams. Er startete anschließend zusammen mit Timo Bracht, Horst Reichel und Georg Potrebitsch für das 21run.com Triathlon Team, aus dem 2013 das Power Horse Triathlon Team und 2015 das Team Sport for Good wurde.
2016 gab Rafael bekannt, das Team zu verlassen und eigene Wege zu gehen.

### Zweiter Ironman European Championship 2011
2011 und 2013 wurde er in Frankfurt Zweiter bei der Ironman European Championship. Bei der Erstaustragung des Ironman Sweden holte er sich im August 2012 seine zweite Goldmedaille auf der Langdistanz.
Im August 2016 gewann er bei der Erstaustragung den Challenge Regensburg und einen Monat später auch auf der Langdistanz das Challenge-Rennen in Almere.

### Deutscher Meister Triathlon Langdistanz 2017
Bei der Challenge Regensburg konnte er im August seinen Sieg aus dem Vorjahr erfolgreich verteidigen und der damals 37-Jährige wurde damit Deutscher Meister auf der Triathlon-Langdistanz.
Jan Raphael beendete mit dem Start beim Maschsee Triathlon in Hannover im September 2018 nach 15 Jahren als Profiathlet seiner aktiven Zeit und kündigte an, er werde in Zukunft als Triathlon-Coach tätig sein.
2023 gab Jan Raphael bekannt, für den neuen Triathlon am Steinhuder Meer in Niedersachsen als Projektleiter zu arbeiten.

## Sportliche Erfolge
| Datum/Jahr    | Platz | Wettbewerb                               | Austragungsort   | Zeit     | Bemerkung                                                                            |
| ------------- | ----- | ---------------------------------------- | ---------------- | -------- | ------------------------------------------------------------------------------------ |
| 8. Sep. 2018  |       | Maschsee Triathlon                       | Hannover         |          | Start mit seiner Frau Rebekka auf der Volksdistanz                                   |
| 25. Juni 2017 | 1     | Chiemsee-Triathlon                       | Chiemsee         | 02:03:39 | Sieger auf der olympischen Distanz                                                   |
| 10. Mai 2014  | 11    | Ironman 70.3 Mallorca                    | Alcúdia          | 04:06:40 |                                                                                      |
| 26. Juni 2011 | 2     | Sylt-Triathlon                           | List auf Sylt    | 02:12:29 | 1,5 km Schwimmen, 46 km Radfahren und 12 km Laufen                                   |
| 6. Juni 2010  | 1     | Wasserstadt Triathlon                    | Hannover         | 03:59:02 |                                                                                      |
| 2008          | 1     | Half Triathlon Hannover                  | Hannover         |          |                                                                                      |
| 2007          | 1     | Half Triathlon Hannover                  | Hannover         |          |                                                                                      |
| 6. Mai 2007   | 3     | Siegerland-Cup                           | Buschhütten      | 01:44:15 | [ 9 ]                                                                                |
| 2006          | 3     | ETU European Triathlon Cup               | Kędzierzyn-Koźle | 01:49:38 |                                                                                      |
| 26. Juli 2003 | 4     | Alpen-Triathlon                          | Schliersee       | 02:04:15 | hinter dem Sieger Hektor Llanos (1,5 km Schwimmen, 40 km Radfahren und 10 km Laufen) |
| 2003          | 1     | DTU Deutsche Triathlon-Meisterschaft U23 | Deutschland      |          |                                                                                      |
| 2003          | 2     | ETU European Triathlon Cup               | Lausanne         | 01:51:26 |                                                                                      |
| 2000          | 1     | DTU Deutsche Triathlon-Meisterschaft U23 | Deutschland      |          |                                                                                      |

| Datum/Jahr    | Platz | Wettbewerb                 | Austragungsort    | Zeit     | Bemerkung |
| ------------- | ----- | -------------------------- | ----------------- | -------- | --- |
| 13. Aug. 2017 | 1     | Challenge Regensburg       | Regensburg        | 08:02:32 | Deutscher Meister auf der Triathlon-Langdistanz                                                                |
| 10. Sep. 2016 | 1     | Challenge Almere-Amsterdam | Almere            | 08:03:43 | |
| 14. Aug. 2016 | 1     | Challenge Regensburg       | Regensburg        | 08:27:27 | Sieger bei der Erstaustragung                                                                                  |
| 17. Juli 2016 | 9     | Challenge Roth             | Roth              | 08:24:55 | |
| 23. Aug. 2015 | 5     | Ironman Copenhagen         | Kopenhagen        | 08:31:50 | |
| 6. Juli 2014  | 9     | Ironman Germany            | Frankfurt am Main | 08:38:08 | |
| 7. Juli 2013  | 2     | Ironman Germany            | Frankfurt am Main | 08:07:19 | |
| 18. Mai 2013  | 6     | Ironman Texas              | The Woodlands     | 08:42:34 | |
| 3. Nov. 2012  | 2     | Ironman Florida            | Panama City       | 08:08:49 | |
| 19. Aug. 2012 | 1     | Ironman Sweden             | Kalmar            | 08:04:01 | Sieger bei der Erstaustragung – mit neuer persönlicher Bestzeit                                                |
| 8. Juli 2012  | 5     | Ironman Germany            | Frankfurt am Main | 08:18:17 | |
| 24. Juli 2011 | 2     | Ironman Germany            | Frankfurt am Main | 08:19:31 | |
| 21. Mai 2011  | 4     | Ironman Texas              | The Woodlands     | 08:20:41 | |
| 9. Okt. 2010  | DNF   | Ironman Hawaii             | Hawaii            | –        | |
| 4. Juli 2010  | 5     | Ironman Germany            | Frankfurt am Main | 08:19:27 | |
| 25. Apr. 2010 | 6     | Ironman South Africa       | Port Elizabeth    | 08:42:46 | |
| 22. Nov. 2010 | 5     | Ironman Arizona            | Tempe             | 08:23:03 | |
| 5. Juli 2009  | 14    | Ironman Germany            | Frankfurt am Main | 10:21:40 | |
| 7. März 2009  | 4     | Ironman New Zealand        | Taupō             | 08:32:32 | [ 10 ] |
| 6. Juli 2008  | 6     | Ironman Germany            | Frankfurt am Main | 08:12:57 | [ 11 ] |
| 13. Okt. 2007 | 62    | Ironman Hawaii             | Hawaii            | 09:16:15 | |
| 1. Juli 2007  | 4     | Ironman Germany            | Frankfurt am Main | 08:19:45 | |
| 4. Nov. 2006  | 1     | Ironman Florida            | Panama City       | 08:22    | Sieg bei seinem ersten Start über die Langdistanz (3,86 km Schwimmen, 180,2 km Radfahren und 42,195 km Laufen) |

| Datum/Jahr    | Platz | Wettbewerb         | Austragungsort | Zeit    | Bemerkung                                                                          |
| ------------- | ----- | ------------------ | -------------- | ------- | ---------------------------------------------------------------------------------- |
| 28. Okt. 2007 | 112   | Frankfurt-Marathon | Frankfurt      | 2:41:31 | Start über die Marathon-Distanz – nur zwei Wochen nach der Triathlon-WM auf Hawaii |

(DNF – Did Not Finish)